# Nasoona eustylis
Nasoona eustylis är en spindelart som först beskrevs av Simon 1909.  Nasoona eustylis ingår i släktet Nasoona och familjen täckvävarspindlar.
Artens utbredningsområde är Vietnam. Inga underarter finns listade i Catalogue of Life.